# 愛知県道485号沢田御作線
愛知県道485号沢田御作線（あいちけんどう485ごう さわだみつくりせん）は、愛知県豊田市内を通る一般県道である。

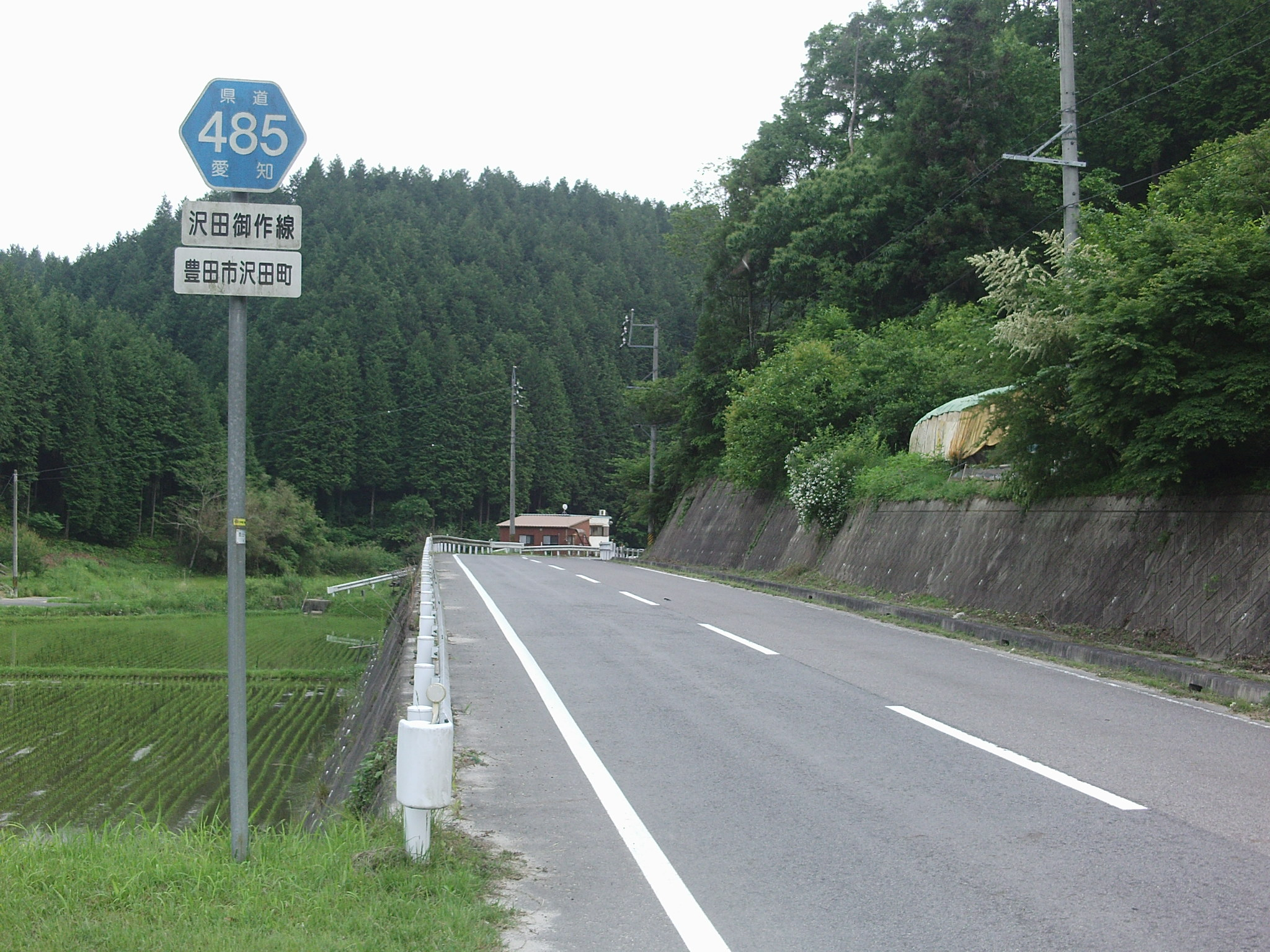
沢田町（起点）。

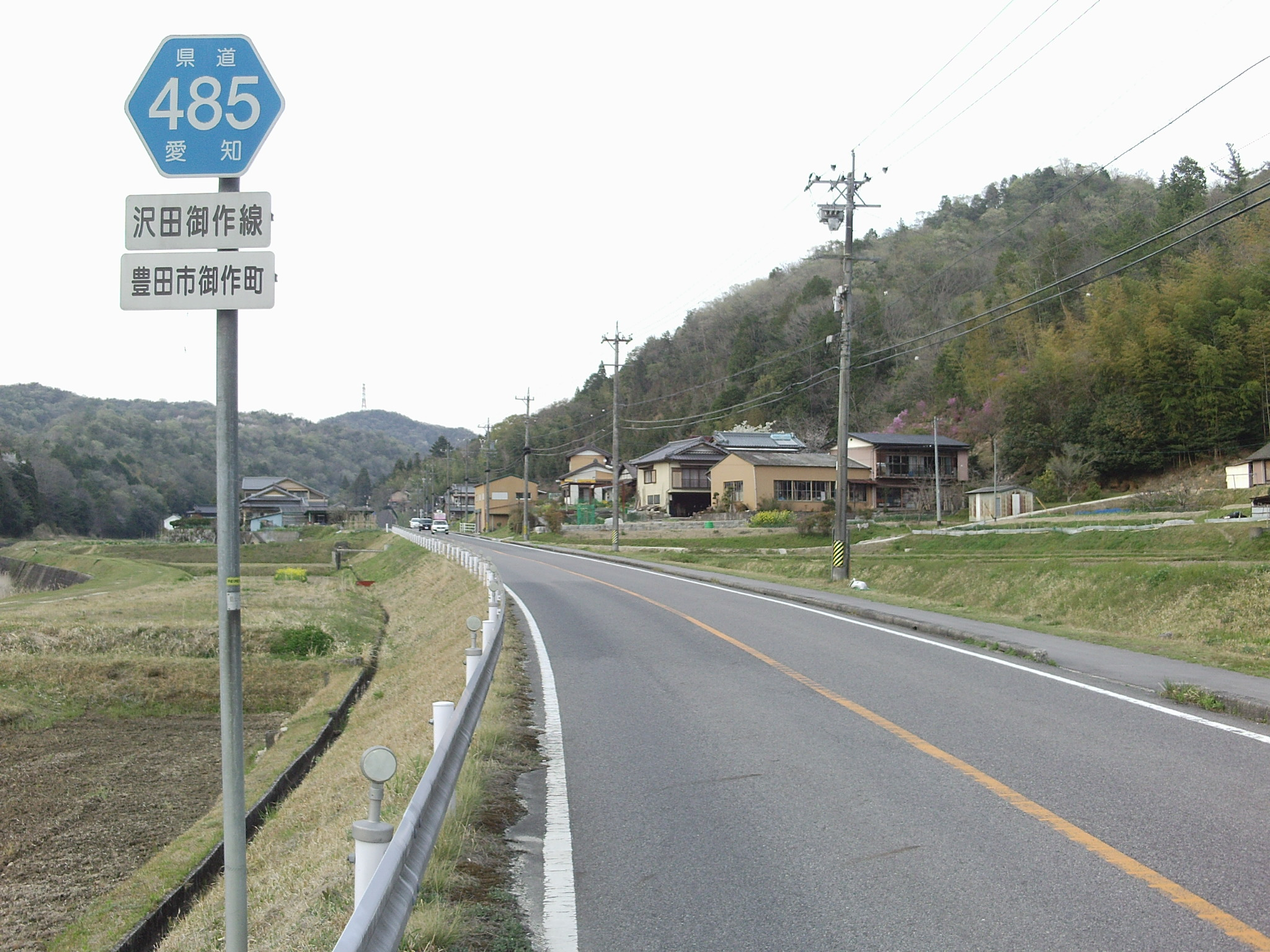
御作町（終点側）。犬伏川に沿うようにして通る。

## 概要

### 路線データ
- 起点：愛知県豊田市沢田町
- 終点：愛知県豊田市御作町（御作日沢交差点）

## 沿革
- 1965年11月29日：認定

## 通過する自治体
- 愛知県
  - 豊田市

## 接続する道路
- 愛知県道19号土岐足助線
- 国道419号（重複区間：豊田市北篠平町）
- 愛知県道33号瀬戸設楽線（御作日沢交差点）

## 沿線・周辺
- 犬伏川